# Metabibliografi
En metabibliografi er en bibliografi over bibliografier; en form for ressourceguide til informationssøgning. 

## Funktion
Hvis man skal finde litteratur om et bestemt emne er det ofte en stor hjælp hvis nogen på forhånd har gjort arbejdet for én og har opregnet al litteratur i en bibliografi. Men hvordan kan man vide, om nogen har gjort arbejdet og lavet en bibliografi på netop det område, man har brug for? Det kan man i princippet få svar på i en metabibliografi. (I eksemplerne nedenfor er bl.a. et eksempel, hvor man kan se en fortegnelse over bibliografier om fredsforskning). I de fleste praktiske situationer er dette imidlertid en noget hypotetisk og urealistisk søgestrategi. Metabibliografiernes funktion ligger snarere i det forberedende arbejde, til opbygning af samlinger af søgeværktøjer og til undervisning i sådanne. På Danmarks Biblioteksskole anvendtes i mange år Mona Madsens (1993) Dokumentsøgning. Et udvalg af bibliografier og kataloger som en slags lærebog. Denne er i realiteten en metabibliografi.
Antallet af metabibliografier er i sig selv uoverskueligt og kan give anledning til udarbejdelse af meta-meta bibliografier (osv.). Denne kæde fortsætter imidlertid i praksis ikke ret langt, da de fleste metabibliografier (fx den nævnte) også medtager bibliografier over bibliografier.
En alvorlig begrænsning i bibliografiernes og metabibliografiernes funktion er, at relevante litteraturhenvisninger ikke blot kan findes i bibliografier, men også i fx almindelige bøger og tidsskriftsartikler. I en ret betydelig udstrækning udgør litteraturhenvisninger i den videnskabelige litteratur et selvorganiserende system, der varetager en stor del af behovet for redskaber til litteratursøgning. 

## Eksempler
- Besterman, T. A. (1965-1966). A World Bibliography of Bibliographies and of Bibliographical Catalogues, Calendars, Abstracts, Digests, Indexes and the like. 4. Ed. Vol. 1-5. Totowa.

- Bibliographic Index: a Cumulative Bibliography of Bibliographies. New York: Wilson, 1938-. Vol. 1-.

- Carroll, B. A.; Fink, C. F. & Mohraz, J. E. (Eds.). (1983). Peace and war; a guide to bibliographies. Santa Barbara, Calif.: ABC-Clio. (War/peace bibliography series. #16 ).

- "Dialindex" (File 411). Dialog. (See description in Dialog blue sheet: ).Dialindex Arkiveret 15. oktober 2008 hos  Wayback Machine --- se Dialog's description in blue sheet: blue sheet Arkiveret 14. marts 2006 hos  Wayback Machine

- Hjørland, B. (1989). Psykologi og grænseområder. Kilder til Information. København: Det kongelige Bibliotek.

- Lester, R. (Ed.). (2005-). The New Walford Guide to Reference Resources. Vol. 1-3. (Vol. 1, 2005: Science, Technology and Medicine. Vol. 2 (planned 2006): The Social Sciences; Vol. 3 (planned 2007). Arts, Humanities and General Reference). (1st edition published 1959).

- Madsen, M. (1993). Dokumentsøgning. Et udvalg af bibliografier og kataloger. København: Danmarks Biblioteksskole. (Revideret udgave af Erland Munch-Petersen (1979). Kilder til Litteratursøgning. Et annoteret udvalg af bibliografier og kataloger. 2.udg. København: Danmarks Biblioteksskole).

- Totok, W. & Weitzel, R. (Eds.). (1984-1985). Handbuch der bibliographischen Nachschlagewerke Bd. 1-2. Hrsg. v. Hans-Jürgen und Dagmar Kernchen. – 6., erw., völlig neu bearb. Aufl. – Frankfurt a.M.: Klostermann.

- Webb, W. H. et al. (Ed.). (1986). Sources of Information in the Social Sciences. A Guide to the literature. 3. ed. Chicago: American Library Association.